# De Saloon
De Saloon est un groupe de pop rock chilien, originaire de Concepción. Formé en 1997, le groupe se fait connaître à travers les radios chiliennes. En 2003, il publie son premier album studio, De Saloon.

## Biographie

### Débuts
Piero Duhart et Ricardo Barrenechea se connaissent depuis petits ; plus tard au collège de l'école SSCC de Talcahuano — avec Jose Miguel Amigo Pablo Martinez, Pablo Giacaman, Sebastian Tippman et d'autres camarades — ils décident de former un groupe (The Saloon). Au début, ils se consacrent à jouer des reprises, en particulier de groupes comme The Smiths, The Cure, Los Tres, et d'autres groupes de l'époque. Dans ses dernières années d'école, le groupe se compose d'Amigo, Duhart, Barrenechea, et du bassiste Roberto Arancibia, et matérialise de voyager à Santiago en 1997. José Miguel Amigo, deuxième guitare, quitte le groupe en 1999, avant leurs débuts à Santiago.
Déjà dans la capitale, le groupe accède à un l'atelier de production musicale à l'institut artistique Balmaceda 1215, où il enregistre pour la première fois de manière professionnelle. C'est là qu'ils enregistrent la démo de leur premier single, Esfumar, coproduite par Cristián López (de Javiera y Los Imposibles). Le single commence à tourner en rotation sur les chaines de radio locales, principalement sur FM Tiempo et Rock & Pop. À ce dernier, ils sont invités à participer aux sessions musicales populaires de l'époque connue sous le nom Rare New Tocatas, où le groupe joue avec d'autres musiciens de renom tels que Claudio Valenzuela et Camilo Salinas. En hiver 2000, le groupe enregistre un EP quatre pistes avec Gabriel Vigliensoni et Claudio Valenzuela. La relation du groupe avec Valenzuela devient étroite, et le groupe est invité à jouer au dixième anniversaire de Lucybell, tenu à l'Estación Mapocho.

### Premiers albums et succès
Après quatre ans à la recherche d'un contrat d'enregistrement, ils signent finalement avec GmbH, une extension chilienne du label argentin DBN, et sortent à la fin de 2003 leur premier album, éponyme, fruit de la collaboration de Claudio Valenzuela et Cristián López. Le premier single, Té, atteint une forte rotation dans les médias, et l'album dépasse les 2 000 exemplaires vendus.
En 2004, le groupe sort son deuxième album studio, Morder, qui présente le succès radiophonique Quiero Happiness. Le 16 avril 2005, ils voyagent pour la première fois à l'échelle internationale, pour jouer au festival Vive Latino. Ils effectuent également plusieurs représentations dans différents endroits, et jouent de nouveau avec Lucybell devant plus de 3 500 participants. Le mois suivant, ils reviennent au Chili, après la sortie de leur album Morder au Mexique par le label Iguana Records. Ils décident cependant de se rendre en Corée du Sud pour jouer au festival Yoko Fest.
En 2005, le groupe rejoint le label El Escarabajo, qui réédite leur deuxième album. Ainsi, le groupe gagne plus de terrain dans le domaine musical. Cet événement mène à la sortie de leur troisième album studio, intitulé Abrázame, sorti fin 2006.

### Consolidation
Après trois ans, le groupe retourne aux studios d'enregistrement et sort en 2008 son quatrième album studio, Delicada violencia. L'album est enregistré et mixé en Argentine et produit par Richard Coleman et Tweety González.
En 2010 sort leur album intitulé Fortaleza, enregistré lors d'un concert au parc O'Higgins. Après des années de tournées et de présentations au Chili, au Mexique, et au Pérou, ils décident d'enregistrer leur sixième album studio, sous la direction de Marcelo Aldunate. Mar de Nubes (fin 2014), se transforme en l'un des disques les plus importants du groupe, duquel sont extraits des singles tels que Domestícame et Mar de Nubes. L'album est joué en avril 2015 au Teatro La Cúpula. En 2016, le groupe fête les dix ans de la sortie de l'album Abrázame.

## Membres

### Membres actuels
- Piero Duhart  - chant, guitare
- Roberto Arancibia - basse, chœurs
- Ricardo Barrenechea - batterie, percussions

### Musiciens invités
- Lucas Pino - seconde guitare
- Carlos Mejias - seconde guitare
- Cristián Ibacache - guitare, claviers, chœurs

### Anciens membres
- Sebastián Tipmann - guitare (1997-1999)
- José Miguel Amigo - seconde guitare (1997–1999)
- Pablo Martínez Riquelme - basse (1997-1999)

## Discographie

### Albums studio
- 2003 : De Saloon
- 2004 : Morder
- 2006 : Abrázame
- 2008 : Delicada violencia
- 2010 : Fortaleza
- 2014 : Mar de nubes

### Singles
- 2003 : Té (De Saloon)
- 2003 : Quédate (De Saloon)
- 2004 : Morder (Morder)
- 2004 : Partido en dos (Morder)
- 2004 : Quiero hacerte feliz (Morder)
- 2006 : Asfixiar
- 2006 : Déjalo
- 2007 : Abrázame
- 2007 : Te mueres
- 2008 : Para ti

### DVD
- 2009 : En vivo